# World Basketball Association
Die World Basketball Association ist eine US-amerikanische professionelle Minor League für Basketball.

## Geschichte
Die WBA wurde 2004 mit sieben spielberechtigten Teams gegründet. Eines der eigentlich ausgewählten Teams nahm jedoch nicht an der Saison teil und wurde durch die Bristol Crusaders ersetzt. 
Der Kader einer Mannschaft hat zehn freie Plätze, von denen höchstens zwei Spieler mehr als fünf Jahre professionelle Ligaerfahrung besitzen dürfen.

## Aktuelle Teams
- Atlanta Hardhats
- Floyd County Rage
- Fort Worth Star Prospects
- Georgia Warriors
- Gwinnett Ravia-Rebels
- Mayas-USA
- Mississippi Miracles
- Murfreesboro Musicians
- Rome Gladiators
- Texas Tycoons

Ehemalige Teams
- Anderson Heat (2005-05)
- Arkansas ArchAngels (2005–2006)
- Magic City Court Kings (2005–2006) (withdrew during season), as Birmingham Bulldogs (2004-05)
- Bristol Crusaders (2004-04)
- Chattanooga Majic (2004-04) (never played)
- Cleveland Majic (2005-06)
- Druid City Dragons (2006-06)
- Gainesville Knights (2005–2006) (withdrew during season), as Raleigh Knights (2004-04)
- Georgia Warriors (2006-present) (spent 2006 as Cartersville Warriors)
- Gulf Coast Bandits (2005-05)
- Jackson Rage (2004-04)
- Kentucky Reach (2004–05)
- Macon Blaze (2005-05)
- Marietta Storm (2006-present)
- Mississippi Hardhats (2004-present)
- Murfreesboro Musicians (2006-present)
- Newport News Wildcats (2005-05) (never played)
- North Mississippi Tornadoes (2006-present)
- Rome Gladiators (2004-present)
- Southern Crescent Lightning (2004–05)
- Tunica Gamblers (2004–05)

## WBA-Champions
- Year Champion, score Runner-up, score
- 2004 Jackson Rage
- 2005 Rome Gladiators
- 2006 Rome Gladiators
- 2007 Mayas-USA